# Diallo Telli
Boubacar Diallo Telli (ur. 1925, zm. 1977) – gwinejski dyplomata i polityk, przedstawiciel Gwinei w ONZ (1958-1964), następnie sekretarz generalny Organizacji Jedności Afrykańskiej.

## Życiorys
Urodził się w muzułmańskiej rodzinie rolniczej należącej do plemienia Peulh. Ukończywszy szkołę elementarną w Poredako (swej rodzinnej wiosce) kontynuował naukę w dakarskiej szkole Williama Ponty, która była znana jako ośrodek edukowania francuskokolonialnej inteligencji afrykańskiej. W 1948 wstąpił do szkoły kolonialnej administracji w Paryżu jako pierwszy afrykański uczeń w tej szkole. Po sześcioletnich studiach w Paryżu doktoryzował się z prawa w 1954. W tejże stolicy Francji wziął ślub z gwinejską działaczką społeczną oraz zawarł przyjaźń z działaczem Afrykańskiego Zrzeszenia Demokratycznego - Ahmedem Sekou Toure – mimo że plemię Peulh pozostawało w opozycji do Sekou Toure. Po studiach w Paryżu Diallo Telli nie angażował się w politykę i sprawował wysokie stanowiska w administracji kolonialnej, podróżując wiele po Francuskiej Afryce Zachodniej i niektórych krajach poza jej zasięgiem (np. w 1956 po raz pierwszy odwiedził Akrę - stolicę Ghany).
W roku 1958, kiedy Gwinea jako pierwszy kraj francuskokolonialny zyskała niepodległość, a jej pierwszym prezydentem został Ahmed Sekou Toure, Diallo Telli wstąpił do służby państwowej nowego państwa i otrzymał funkcję pierwszego w jego historii ambasadora. Od 1958 był ambasadorem Gwinei w Organizacji Narodów Zjednoczonych i osobistym przedstawicielem Sekou Toure. Miał za zadanie utrzymywać łączność z krajami zarówno Afryki, jak i innych kontynentów w okresie izolacji Gwinei od kontaktów międzynarodowych ze względu na wycofanie przez Francję ogółu zawodowego personelu francuskiego (było to skutkiem referendum z 1958, w którym odrzucone zostały związki z Francją na rzecz uzyskania niepodległości). W grudniu 1958 Diallo Telli był reprezentantem Gwinei na XIII sesji Zgromadzenia Ogólnego ONZ, na którym Gwinea została członkiem ONZ. Od 1959 do 1961 ambasador Gwinei w Stanach Zjednoczonych, w 1962 wybrano go na jednego z wiceprzewodniczących Zgromadzenia Ogólnego ONZ. Od kwietnia 1962 sprawował funkcję przewodniczącego Komisji ONZ dla Spraw Dyskryminacji Ludności Afrykańskiej w Republice Południowej Afryki.
Czynnie uczestniczył w przygotowaniach do pierwszej konferencji Organizacji Jedności Afrykańskiej w Addis Abebie w 1963 roku. Od 1964 do 1972 był sekretarzem generalnym OJA, po czym objął tekę ministra sprawiedliwości (1972-1976) w rządzie Ahmeda Sekou Toure, który sprawował już wówczas rządy dyktatorskie. Ostatecznie Diallo Telli został uwięziony pod fałszywymi zarzutami przez Ahmeda Sekou Touré i zagłodzony w więzieniu.
W 2005 pośmiertnie odznaczony południowoafrykańskim Złotym Orderem Towarzyszy O. R. Tambo.